# Bernadette Hummel
Pour l’article homonyme, voir Hummel.
Bernadette Hummel (née Burger le 27 juillet 1938 à Denting (Moselle) et morte le 2 février 2012 à Golbey (Vosges) est une athlète française, spécialiste du lancer du poids.

## Biographie
Le 3 juin 1962, à Thaon, Bernadette Burger améliore le record de France du lancer du poids avec la marque de 14,25 m. Ce record sera battu en 1966 par Claudie Cuvelier.
Elle remporte trois titres de championne de France du lancer du poids en 1959, 1961 et 1962.